# Hydrophis melanocephalus
Hydrophis melanocephalus là một loài rắn trong họ Rắn hổ. Loài này được Gray mô tả khoa học đầu tiên năm 1849.